# قائمة المعاهدات والاتفاقيات

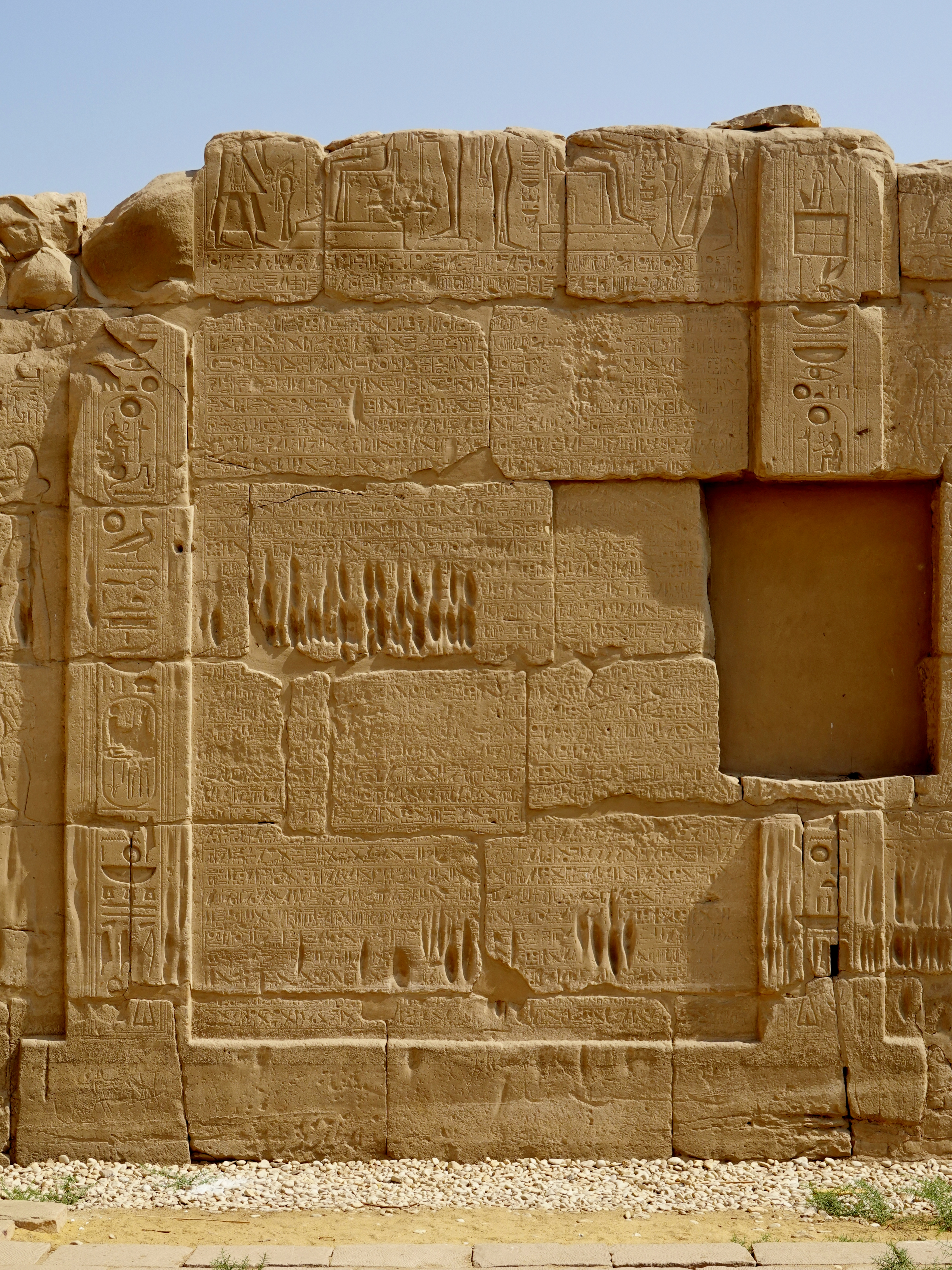
أقدم معاهدة سلام معروفة باقية في العالم، معاهدة السلام المصرية الحيثية المحفوظة في معبد آمون في الكرنك

تحتوي هذه القائمة على اتفاقيات ومواثيق ومعاهدات سلام وعقود رئيسية معروفة بين الدول والجيوش والحكومات والمجموعات القبلية، بما فيها اتفاقيات تجارية ودولية وعلاقات دولية.

## قبل 1200 م
| السنة        | اسم المعاهدة                         | الملخص |
| ------------ | ------------------------------------ | --- |
| ق. 3100 ق.م. | (لجش وأوما من بلاد الرافدين)         | معاهدة بين إياناتوم من لجش وأوما في بلاد الرافدين، المعاهدة منقوشة على كتلة حجرية، تضع حدودًا محددة بين ولايتيهما. |
| ق. 1310 ق.م. | معاهدة حلب                           | معاهدة بين ملك الحيثيين مورشيلي الثاني وابن أخيه الملك تالمي شاروما ملك حلب. محفوظة في نسخ صنعها ابن مورشيلي، مواتالي الثاني. |
| ق. 1259 ق.م. | معاهدة السلام المصرية الحيثية        | معاهدة بين الفرعون رمسيس الثاني وملك الحيثيين خاتوشيلي الثالث بعد معركة قادش. |
| ق. 493 ق.م.  | Foedus Cassianum                     | أنهت الحرب بين الجمهورية الرومانية والعصبة اللاتينية، وعقد تحالف بينهما. |
| ق. 449 ق.م.  | سلام كالياس                          | المعاهدة المزعومة التي أنهت الحروب الفارسية اليونانية. |
| 445 ق.م.     | سلام الثلاثين عاما                   | أنهت الحرب البيلوبونيزية الأولى بين أثينا وإسبرطة (اليونان). |
| 421 ق.م.     | سلام نيكياس                          | أثينا وأسبرطة تُنهيان المرحلة الأولى من الحرب البيلوبونيسية. |
| 387 ق.م.     | سلام أنتالسيداس                      | وضعت الحدود بين اليونان القديمة والمقاطعات الإيرانية. أنهت الحرب القورنثية. |
| 241 ق.م.     | معاهدة لوتاتيوس                      | أنهت الحرب البونيقية الأولى. |
| 226 ق.م.     | معاهدة إبرو                          | حدّدت نهر إبرة في شبه الجزيرة الإيبيرية على إنه خط الحدود بين الجمهورية الرومانية وقرطاج. |
| 215 ق.م.     | المعاهدة المقدونية القرطاجية         | أنشئ بموجبها تحالفًا مناهضًا للرومان بين فيليب الخامس ملك مقدونيا وحنبعل ملك قرطاجة. |
| 205 ق.م.     | معاهدة فينيقيا                       | أنهت الحرب المقدونية الأولى. |
| 196 ق.م.     | الحرب المقدونية الثانية              | أنهت الحرب المقدونية الثانية. |
| 188 ق.م.     | معاهدة أفاميا                        | عُقدت بين الجمهورية الرومانية وأنطيوخوس الثالث حاكم الإمبراطورية السلوقية. |
| 161 ق.م.     | المعاهدة الرومانية اليهودية          | أرست علاقة الصداقة بين يهوذا المكابي والجمهورية الرومانية. |
| 85 ق.م.      | معاهدة داردانوس                      | أنهت الحرب الميثراداتية الأولى. |
| 387          | سلام اسيليسين                        | عُقدت بين الإمبراطورية البيزنطية والإمبراطورية الساسانية. قسمت مملكة أرمينيا (القديمة) بين الامبراطوريتين. |
| 532          | معاهدة السلام الأبدي (532)           | عُقدت بين الإمبراطورية الرومانية الشرقية (البيزنطية) والإمبراطورية الفارسية الساسانية. |
| 562          | معاهدة السلام الخمسينية              | عُقدت بين الإمبراطورية الرومانية الشرقية (البيزنطية) والإمبراطورية الفارسية الساسانية. أنهت حربًا استمرت عشرين عامًا على لازيكا. |
| 587          | معاهدة أنديلوت                       | عُقدت بين ملك الفرنجة جونتران والأميرة برونهيلدا؛ حيث تبنى جونتران شيلديبيرت الثاني ابن برونهيلدا. |
| 628          | صلح الحديبية                         | عُقدت بين المسلمين وقريش. |
| 641          | معاهدة البقط                         | عُقدت بين النوبة ومصر. |
| 713          | معاهدة أريولة                        | وضحت معاهدة أريولة العلاقة التي تأسست عام 713 بين القائد الإسلامي عبد العزيز ابن موسى والقيادي البيزنطي المسيحي المحلي تيودومير (تودمير)، والذي كان يحكم منطقة مرسية في جنوب شرق إسبانيا. منحت المعاهدة المسيحيين المقيمين في أوريولة وضع “الذمي” الذي يضمن حماية حياتهم ودينهم وكنائسهم، طالما التزموا بعدم التعاون مع أعداء المسلمين. |
| 716          | المعاهدة البيزنطية البلغارية 716     | أنهت رسميًا معركة أنخيالوس ورسّمت الحدود بين بيزنطة والإمبراطورية البلغارية الأولى. |
| 783          | معاهدة السلام بين الصين والتبت (783) | معاهدة السلام سلالة تانغ الحاكمة والإمبراطورية التبتية. |
| 803          | Pax Nicephori                        | أرست السلام بين شارلمان والإمبراطورية البيزنطية؛ اعترفت بالبندقية بصفتها إحدى مقاطعات الإمبراطورية البيزنطية. |
| 811          | Treaty of Heiligen                   | أرست السلام بين الدنماركيين (تحت حكم ملكهم الجديد، هيمينغ) والفرنجة (تحت حكم شارلمان). |
| 815          | المعاهدة البيزنطية البلغارية 815     | أنهت سلسلة طويلة من الصراعات بين الإمبراطورية البلغارية الأولى والإمبراطورية البيزنطية لصالح بلغاريا. |
| 822          | معاهدة السلام بين الصين والتبت (822) | أنهت الصراع بين الصين في عهد تانغ والإمبراطورية التبتية. |
| 836          | Pactum Sicardi                       | أرست السلام بين دوقية نابولي وإمارة ساليرنو تحت حكم سيكارد من بينيفينتو. |
| 843          | معاهدة فيردان                        | قسّمت الإمبراطورية الكارولنجية. |
| 870          | معاهدة مرسين                         | مزيد من التقسيمات للإمبراطورية الكارولنجية. |
| 878–890      | معاهدة ألفريد العظيم                 | عُقدت بين ألفريد العظيم وغوثروم حاكم الفاينكنج في شرق أنجليا. |
| 907          | المعاهدة الروسية البيزنطية (907)     | نظّمت وضع مستعمرة تجار روس في القسطنطينية. |
| 911          | المعاهدة الروسية البيزنطية (911)     | عُقدت بين الإمبراطورية البيزنطية وكييف روس. |
| 911          | Treaty of Saint-Clair-sur-Epte       | شارل الثالث ملك فرنسا يمنح نرمندية إلى رولو دوق نورماندي. |
| 921          | معاهدة بون                           | مملكة الفرنجة الغربية ومملكة الفرنجة الشرقية تعترفان ببعضهما البعض. |
| 945          | المعاهدة الروسية البيزنطية (945)     | عُقدت بين الإمبراطورية البيزنطية وكييف روس. |
| 1004         | Chanyuan Treaty                      | أسست العلاقات بين سلالة سونغ الحاكمة ومملكة لياو. |
| 1018         | Peace of Bautzen                     | عُقدت بين الامبراطور الروماني المقدس هنري الثاني (إمبراطور روماني مقدس) والدوق بوليسلاف الأول شروبري دوق بولندا. |
| 1033         | Peace of Merseburg                   | عُقدت بين الامبراطور الروماني المقدس كونراد الثاني وميشكو الثاني ملك بولندا. |
| 1059         | Treaty of Melfi                      | البابا نيكولاس الثاني يعترف بنفوذ نورمان جنوب إيطاليا. |
| 1080         | Treaty of Ceprano                    | غريغوري السابع يؤسس تحالفاً مع روبرت جيسكارد ويعترف بفتوحاته. |
| 1082         | المعاهدة البيزنطية الفينيسية 1082    | منحت بيزنطة امتيازات تجارية للبندقية مقابل مساعدات عسكرية ضد النورمان. |
| 1091         | معاهدة كان                           | أنهت التنافس بين وليام الثاني (ملك إنجلترا) والدوق روبرت كورتز دوق نرمندية. |
| 1101         | معاهدة ألتون                         | الدوق روبرت كورتز يعترف بهنري الأول ملكاً على إنجلترا. |
| 1108         | معاهدة ديفول                         | إمارة أنطاكية تصبح اسمياً إقطاعية من إقطاعيات الإمبراطورية البيزنطية. |
| 1122         | اتفاقية وورمز                        | عُقدت بين كاليستوس الثاني وإمبراطور روماني مقدس هنري الخامس (إمبراطور روماني مقدس). |
| 1123         | معاهدة وارموندي                      | مملكة بيت المقدس الصليبية تتحالف مع البندقية. |
| 1139         | معاهدة ميغنانو                       | البابا الشرعي إينوسنت الثاني يعترف بروجر الثاني ملكاً على صقلية. |
| 1141         | معاهدة شاوشينغ                       | أنهت النزاع بين سلالة جين الحاكمة وسلالة سونغ الحاكمة. |
| 1143         | معاهدة زامورا                        | اعترفت المعاهدة باستقلال البرتغال عن مملكة ليون. |
| 1151         | معاهدة توديلين                       | اعترفت بفتوحات تاج أرغون جنوب نهر شقر واعترفت بالفتوحات المستقبلية في مرسية. |
| 1153         | معاهدة والنغفورد                     | أنهت رسمياً الحرب اللاسلطوية بين ماتيلدا (ملكة إنجلترا) وقريبها ستيفن (ملك إنجلترا). |
| 1153         | معاهدة كونستانس                      | فريدرش الأول بربروسا، وإيجين الثالث (بابا) يتفقان على حماية إيطاليا ضد مانويل كومنينوس. |
| 1156         | معاهدة بنيفينتو                      | السلام بين بابوية كاثوليكية ومملكة صقلية. |
| 1158         | Treaty of Sahagún (1158)             | عُقدت بين سانشو الثالث ملك قشتالة وفرناندو الثاني ملك ليون. |
| 1170         | Treaty of Sahagún (1170)             | عقدت بين ألفونسو الثامن ملك قشتالة وألفونسو الثاني ملك أراغون. |
| 1175         | معاهدة ويندسور (1175)                | عقدت بين الملك هنري الثاني (ملك إنجلترا) وآخر ملوك إيرلندا العِظام، روري أوكنور أثناء التوسع النورماندي في أيرلندا. |
| 1177         | Treaty of Venice                     | أرست السلام بين الباباوية الكاثوليكية، والرابطة اللومباردية، ومملكة صقلية، والامبراطور الروماني المقدس فريدرش الأول بربروسا. |
| 1179         | معاهدة كاثورلا                       | حدّدت مناطق الفتح في إقليم الأندلس بين تاج أرغون وتاج قشتالة. |
| 1183         | سلام كونستانس                        | أرست السلام بين الرابطة اللومباردية والامبراطور الروماني فريدرش الأول بربروسا. أكّدت اتفاقية سلام البندقية. |
| 1192         | معاهدة يافا                          | انتهت بموجبها الحملة الصليبية الثالثة. |

## 1300–1399
| السنة | اسم المعاهدة\الاتفاقية                | ملخص |
| ----- | ------------------------------------- | --- |
| 1302  | صلح كالتابيلوتا                       | أنهت حرب صلاة الغروب الصقلية. |
| 1303  | معاهدة باريس (1303)                   | أعادت غشكونية إلى إنجلترا من فرنسا خلال حرب المائة عام. |
| 1304  | معاهدة تورياس                         | حققت السلاح بين تاج قشتالة ومنطقة أرغون وقسّمت مملكة مورسيا بينهما.                                                                                                 |
| 1305  | Treaty of Athis-sur-Orge              | استحوذت فرنسا على مدن ليل، ودويه، بينما حافظت بيثون (باد كاليه) وفلاندر (بلجيكا) على استقلالهما.                                                                   |
| 1305  | معاهدة ألش                            | Modifies the Treaty of Torrellas and grants قرطاجنة (إسبانيا) to تاج قشتالة.                                                                                       |
| 1309  | معاهدة سولدين (1309)                  | النظام التوتوني يشتري من مارغريف فالديمار من براندنبورغ-ستندال حقوق بوميريليا وغدانسك.                                                                             |
| 1317  | معاهدة تيمبلين                        | أسرة أسكانيا يسلمون أراضي شلاوه-شتولب إلى البوميرانيين. |
| 1323  | معاهدة نوتيبورغ                       | |
| 1323  | معاهدة باريس                          | الكونت لويس من فلاندرز يتنازل عن المطالبات الفلمنكية على مقاطعة زيلند (مقاطعة هولندية).                                                                            |
| 1326  | معاهدة كوربيل (1326)                  | جدّدن تحالف أولد بين فرنسا واسكتلندا. |
| 1326  | معاهدة نوفغورود (1326)                | أنهت عقوداً من المناوشات الحدودية على حدود النرويج وجمهورية نوفغورود.                                                                                               |
| 1328  | معاهدة إدنبرة-نورثهامبتون             | بين إدوارد الثالث (ملك إنجلترا) والاسكتلنديين. |
| 1329  | معاهدة بافيا (1329)                   | بين لودفيغ الرابع (إمبراطور الروماني المقدس) وأبناء أخيه. |
| 1338  | إعلان رينسه                           | بموجب هذا الإعلان، ينتخب الأمراء الألمان الملوك الألمان دون موافقة البابا.                                                                                         |
| 1340  | Truce of Espléchin                    | بين إنجلترا وفرنسان خلال حرب المائة عام. |
| 1343  | معاهدة كاليش (1343)                   | بين الملك كازيمير الثالث الأعظم ملك بولندنا وفرسان تيوتون. |
| 1348  | معاهدة ناميسوف                        | بين الملك كارل الرابع والملك كازيمير الثالث الأعظم. |
| 1354  | معاهدة شترالسوند (1354)               | سوّيت بموجبها النزاعات الحدودية بين دوقيات مكلنبورغ وبوميرانيا. |
| 1354  | اتفاقية مانت                          | معاهدة السلام الأولى بين شارل الثاني ملك نافارا وجان الثاني ملك فرنسا.                                                                                             |
| 1355  | معاهدة فالون                          | معاهدة السلام الثانية بين شارل الثاني ملك نافارا وجان الثاني ملك فرنسا.                                                                                            |
| 1355  | معاهدة باريس (1355)                   | تعترف بضمّ جكس (آن) إلى منطقة سافوا. |
| 1358  | معاهدة زادار                          | جمهورية البندقية تفقد نفوذها على الأراضي في دلماسية. |
| 1359  | معاهدة لندن (1359)                    | تنازلت عن غرب فرنسا إلى إنجلترا؛ رفض مجلس الطبقة العامة الاتفاقية في باريس.                                                                                        |
| 1360  | معاهدة بريتيني                        | أنهت المرحلة الأولى من حرب المائة عام. |
| 1370  | معاهدة سترالسند (1370)                | أنهت الحرب بين الرابطة الهانزية والدنمارك. |
| 1371  | معاهدة فينسينز-إدنبرة                 | تجديد تحالف أولد بين مملكتي فرنسا وسكوتلاندا. |
| 1373  | المعاهدة الإنجليزية البرتغالية (1373) | معاهدة تحالف بين إدوارد الثالث (ملك إنجلترا) والملك فرناندو الأول ملك البرتغال والملكة ليونور تيليس دي مينيزيس؛ وهي أقدم معاهدة لا تزال سارية المفعول.             |
| 1379  | معاهدة نيوبرغ                         | قسمت بموجبها أراضي هابسبورغ بين الدوقين ألبرت الثالث، دوق النمسا وليوبولد الثالث، دوق النمسا.                                                                      |
| 1380  | معاهدة دوفيديشكيس                     | وقّع يوغيلا مع فرسان تيوتون معاهدة سلام سرية ضد كستانتس. |
| 1382  | معاهدة دوبيسا                         | يوغيلا يَعِد بتحويل دوقية ليتوانيا الكبرى إلى المسيحية، والتنازل عن ساموغيتيا، وإقامة تحالف مدته أربع سنوات مع فرسان تيوتون؛ إلا أن هذا الاتفاق لم يدخل حيز التنفيذ. |
| 1384  | معاهدة كونيغسبرغ (1384)               | وافق فيتاوتاس على التنازل عن ساموجيتيا لفرسان تيوتون مقابل دعمهم له في الحرب ضد يوغيلا، لكن المعاهدة نُقِضت لاحقًا.                                                   |
| 1385  | اتحاد كريوو                           | أسّست اتحادًا أسريًا بين بولندا وليتوانيا. |
| 1386  | اتفاقية وندسور (1386)                 | جدّدت التحالف الإنجليزي البرتغالي. |
| 1390  | Treaty of Königsberg (1390)           | أسّست تحالفاً بين فيتاوتاس وفرسان تيوتون. |
| 1390  | معاهدة لايك                           | وافق فيتاوتاس على التنازل عن ساموجيتيا لفرسان تيوتون مقابل دعمهم له في الحرب ضد يوغيلا، لكن المعاهدة نُقِضت مرة أخرى.                                                |
| 1392  | اتفاقية أوسترو                        | عقد فيتاوتاس ويوغيلا صلحًا، لكن هجمات فرسان تيوتون استمرت بسبب النزاع القائم حول ساموجيتيا.                                                                         |
| 1397  | معاهدة كالمار                         | أسّست اتحاد كالمار؛ أصبحت لاغية وباطلة عام 1523. |
| 1398  | معاهدة ساليناس                        | تنازل فيتاوتاس عن ساموجيتيا للفرسان التوتونيين. |

## قيد الانتظار
- اتفاقية التجارة الحرة لأمريكا الوسطى
- منطقة التجارة الحرة للأمريكتين
- معاهدة قانون براءات الاختراع الموضوعية
- حماية المنظمة العالمية للملكية الفكرية لهيئات البث
- اتفاقية مكافحة التزييف التجارية

## ملحوظات
1. ↑  وتعرف أيضاً باسم Treaty of Cassius.
2. ↑  وتعرف أيضاً باسم Fifty-Years Peace
3. ↑  وتعرف أيضاً باسم ميثاق أنديلوت.
4. ↑  وتعرف أيضاً باسم معاهدة تودمير.
5. ↑  وتعرف أيضاً باسم معاهدة توديخن.
6. ↑  وتعرف أيضاً باسم معاهدة وينشستر أو معاهدة ويستمنستر.
7. ↑  وتعرف أيضاً باسم معاهدة كونستانس الأولى.
8. ↑  وتعرف أيضاً باسم Peace of Venice.
9. ↑  وتعرف أيضاً باسم معاهدة كاثولا.
10. ↑  وتعرف أيضاً باسم معاهدة كونستانس الثانية.
11. ↑  وتعرف أيضاً باسم </ref معاهدة أوريشك>
| أرست الحدود بين السويد وجمهورية نوفغورود.<ref>Tarkiainen، Kari (2010). Ruotsin itämaa. Helsinki: Svenska litteratursällskapet i Finland. ص. 71. ISBN:978-951-583-212-2.
12. ↑  وتعرف أيضاً باسم معاهدة رينسه.
13. ↑  وتعرف أيضاً باسم معاهدة لندن الثانية.
14. ↑  وتعرف أيضاً باسم معاهدة دوبيسّا.
15. ↑  ويعرف أيضاً باسم قانون كريفا.

## روابط خارجية
- معاهدة السلام مع اليابان الموقعة في سان فرانسيسكو في 8 سبتمبر 1951
- معاهدة السلام بين اليابان والهند (1952) نسخة محفوظة 2018-05-24 على موقع واي باك مشين.
- معاهدة السلام بين اليابان واتحاد بورما (1954) نسخة محفوظة 2016-03-23 على موقع واي باك مشين.
- اتفاقية بين اليابان وتايلاند بشأن تسوية "مشكلة الين الخاصة" (١٩٥٥) نسخة محفوظة 2018-05-24 على موقع واي باك مشين.
- اتفاقية التعويضات بين اليابان وجمهورية الفلبين (1956) نسخة محفوظة 2016-10-13 على موقع واي باك مشين.
- معاهدة السلام بين اليابان وجمهورية إندونيسيا (1958) نسخة محفوظة 2015-09-24 على موقع واي باك مشين.
- اتفاقية التعويضات بين اليابان وجمهورية فيتنام (1959) نسخة محفوظة 2015-09-24 على موقع واي باك مشين.
- اتفاقية 21 سبتمبر 1967 بين اليابان وجمهورية سنغافورة نسخة محفوظة 2016-03-23 على موقع واي باك مشين.
- اتفاقية 21 سبتمبر 1967 بين اليابان وماليزيا نسخة محفوظة 2016-03-21 على موقع واي باك مشين.
- البيان المشترك لحكومة اليابان وحكومة جمهورية الصين الشعبية (1972)
- الصين وروسيا توقعان اتفاقية حدودية في 9 ديسمبر 1999